# ルノン
ルノン株式会社は東京都品川区西五反田に本社を置く、壁紙、襖紙などのインテリア、内装材を扱う会社。

## 概要
1932年創業、1946年設立。SUMINOE株式会社の完全子会社。

## 沿革
- 1932年：創業者木村伝三が品川区西大崎に木村商店を開業
- 1946年：株式会社に組織変更。光建産業株式会社と改称
- 1985年：住江織物株式会社（現・SUMINOE株式会社）の子会社になる
- 1990年：ルノン株式会社と改称
- 2005年：空気を洗う壁紙を発売
- 2010年：アレルブロックを発売

## 主な取扱商品
壁紙、襖紙、内装用フィルム、ウインドウフィルムなど

## 事業所
東京、大阪、仙台、新潟、埼玉、千葉、多摩、横浜、静岡、名古屋、北陸、京都、神戸、広島、福岡

## 主なグループ会社
- 住江織物株式会社
- 株式会社スミノエ
- 住江物流株式会社
- 株式会社スミノエワークス
- 株式会社ソーイング兵庫
- スミノエテイジンテクノ株式会社
- 丸中装栄株式会社
- 丹後テクスタイル株式会社
- 帝人テクロス株式会社
- 尾張整染株式会社
- 関西ラボラトリー株式会社